# TT68
La tombe thébaine TT 68 est située à Cheikh Abd el-Gournah, dans la nécropole thébaine, sur la rive ouest du Nil, face à Louxor en Égypte.
C'est la sépulture de Méry-Ptah. Elle fut usurpée successivement par les prophètes d'Amon Pa-en-Khnoum, Nespanéferhor et son fils Herou.